# Bebop
El bebop (o bop) és un estil de jazz caracteritzat per tempos ràpids i una improvisació basada més en l'estructura harmònica que no en la melodia. Va ser desenvolupat a principis i a mitjans dels anys 1940. El hard bop n'és una evolució posterior, que combina el bebop amb el blues i el gospel. Els seus principals creadors foren, entre d'altres, Thelonius Monk, Charlie Parker, Max Roach i Dizzy Gillespie. Cronològicament, és posterior al swing i previ al cool jazz.
En arribar als anys 40, el swing es trobava estancat. Originàriament creat per músics negres, aquesta tendència havia estat ràpidament assumida per músics blancs (Glenn Miller, Benny Goodman…). El fet de tocar en big bands limitava molt la durada i la llibertat durant els solos. Després de les actuacions amb les big band, els músics negres quedaven en les anomenades jam sessions per tal de desfermar la seva creativitat en llargs solos en ritmes furiosos.
El bebop va canviar l'estructura de les bandes, reduint el nombre d'intèrprets i disminuint, per tant, el pes instrumental de les seccions de vent i equiparant-se la bateria i el baix amb la resta d'instruments. D'altra banda, el bebop era una música més complexa, posant major èmfasi en la interpretació de diferents ritmes de forma frenètica, i la improvisació sobre les estructures harmòniques desplaçà la interpretació nua i crua de la melodia. Totes aquestes característiques requerien una interacció dinàmica entre els diferents membres del grup, destacant-se individualment gràcies als solos que podien durar bona part dels temes.
El bebop va aglutinar aquells marginats de la societat de l'època (poetes, artistes, traficants de drogues i proxenetes). El bebop té una estreta relació amb el moviment beatnik. La majoria de crítics criticaren aquest nou estil.
En qualsevol cas, el bebop no va arribar a ser tan popular com el swing. En primer lloc, perquè en el moment fort de la revolució bebop, el 1942, el Sindicat de Músics prohibí als músics gravar per a protestar per la falta d'ingressos per la música reproduïda. Com a conseqüència, molta d'aquesta música no va ser enregistrada. En segon lloc, aquesta no era una música fàcil com el swing, sinó imprevisible. El gran públic preferia la música d'entreteniment i espectacle (Frank Sinatra, Bing Crosby…). D'altra banda, la música negra que estava començant a atreure les masses era el rhythm and blues, grups petits i de música popular d'on sorgiria, posteriorment el rock and roll.

## Etimologia
El terme "bebop" deriva de síl·labes sense sentit (vocables) utilitzades en el cant scat ; el primer exemple conegut de "bebop" que s'utilitza va ser a "Four or Five Times" de McKinney's Cotton Pickers, gravat el 1928.  Apareix de nou en un enregistrament de 1936 de "I'se a Muggin'" de Jack Teagarden.  Una variació, "rebop", apareix en diversos enregistraments de 1939. La primera aparició d'impremta coneguda també es va produir el 1939, però el terme va ser poc utilitzat posteriorment fins que s'aplica a la música que ara s'hi associa a mitjans dels anys quaranta. Thelonious Monk afirma que el títol original "Bip Bop" per a la seva composició " 52nd Street Theme ", va ser l'origen del nom "bebop".
Alguns investigadors especulen que es tractava d'un terme utilitzat per Charlie Christian perquè sonava com una cosa que taral·leava juntament amb la seva interpretació.  Dizzy Gillespie va afirmar que el públic va encunyar el nom després d'escoltar-lo repartir les composicions sense nom als seus jugadors i la premsa finalment el va recollir, utilitzant-lo com a terme oficial: "La gent, quan voldria demanar aquests números i no coneixia el nom, demanaria bebop". Una altra teoria és que deriva del crit de "Arriba! Arriba!" utilitzat pels líders de bandes llatinoamericanes de l'època per animar les seves bandes. De vegades, els termes "bebop" i "rebop" s'utilitzaven indistintament. (Tot i que rebop es diferenciava del bebop pel seu ús més impressionista d'acords discordants.) El 1945, l'ús de "bebop"/"rebop" com a síl·labes sense sentit estava molt estès a la música R&B, per exemple " Hey! Ba-Ba-Re-Bop " de Lionel Hampton. El músic bebop o bopper es va convertir en un personatge habitual de les bromes dels anys 50, superposant-se amb el beatnik.

## Instrumentació

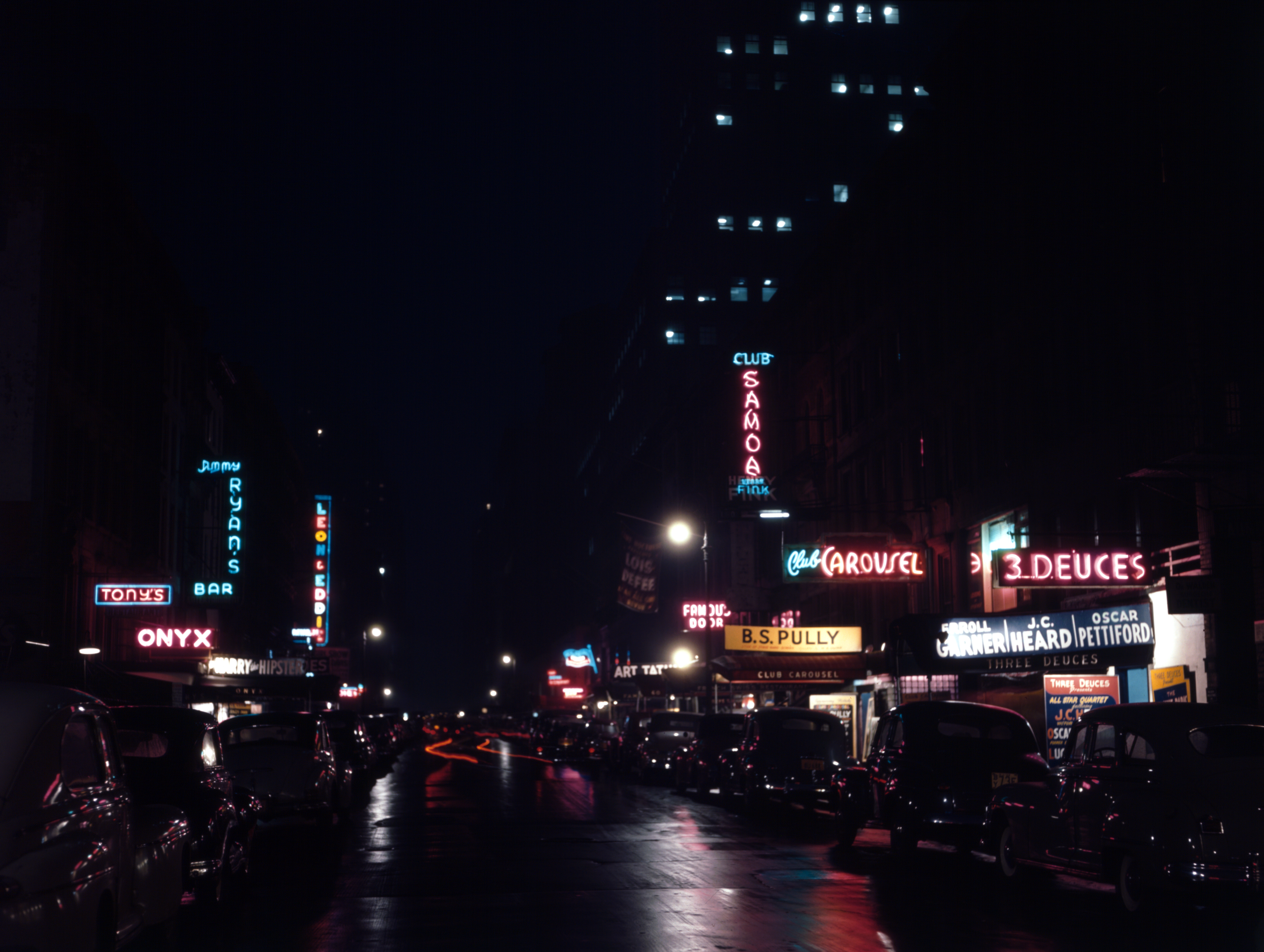
Diversos músics de bebop a Manhattan, maig de 1948

El clàssic combo bebop estava format per saxo, trompeta, contrabaix, bateria i piano. Aquest va ser un format utilitzat (i popularitzat) tant per Parker (saxo alt) com per Gillespie (trompeta) en els seus grups i enregistraments dels anys quaranta, de vegades augmentat per un saxofonista o guitarra addicional (elèctrica o acústica), de tant en tant afegint altres trompes (sovint un trombó) o altres cordes (generalment violí) o deixant caure només un instrument i un quartet. Això contrastava amb els grans conjunts afavorits durant l'era del swing.

## Estil musical
El bebop es diferenciava dràsticament de les composicions senzilles de l'era del swing i, en canvi, es caracteritzava per tempos ràpids, fraseig asimètric, melodies intricades i seccions rítmiques que ampliaven el seu paper com a guardians del tempo. La música en si semblava molt diferent a les orelles del públic, que estava acostumat a les composicions animades, organitzades i ballables de Benny Goodman i Glenn Miller durant l'era del swing. En comptes d'això, el bebop semblava sonar accelerat, nerviós, erràtic i sovint fragmentat.
Mentre que la música swing acostuma a incloure arranjaments de big band orquestrats, la música bebop destaca la improvisació. Normalment, un tema (un "cap", sovint la melodia principal d'un estàndard pop o jazz de l'era del swing) es presentava conjuntament al principi i al final de cada peça, amb solos d'improvisació basats en els acords de les composicions. Així, la major part d'una peça a l'estil bebop seria la improvisació, els únics fils que mantenen l'obra unida són les harmonies subjacents interpretades per la secció rítmica. De vegades, la improvisació incloïa referències a la melodia original o a altres línies melòdiques conegudes ("quotes", "licks" o "riffs"). De vegades eren melodies totalment originals i espontànies de principi a fi.
Les progressions d'acords per a composicions bebop sovint eren preses directament de composicions populars de l'era del swing i es reutilitzaven amb una melodia nova i més complexa, formant noves composicions (vegeu contrafacte ). Aquesta pràctica ja estava ben establerta en el jazz anterior, però va arribar a ser central en l'estil bebop. L'estil va fer ús de diverses progressions d'acords relativament comunes, com ara el blues (a la base, I-IV-V, però infusionat amb moviment II-V) i "canvis de ritme" (I-VI-II-V, els acords de l'estàndard pop dels anys 30 " I Got Rhythm "). El bop tardà també es va moure cap a formes esteses que representaven una sortida de les composicions pop i d'espectacles. Les veus d'acords de bebop sovint prescindien de l'arrel i dels tons de quinta, en lloc de basar-les en els intervals principals que definien la tonalitat de l'acord. Això va obrir possibilitats creatives per a la improvisació harmònica, com ara les substitucions de tritons i l'ús de línies improvisades basades en escala disminuïda que podrien resoldre el centre clau de moltes i sorprenents maneres.
Els músics de bebop també empraven diversos dispositius harmònics no propis del jazz anterior. Les substitucions harmòniques complicades per a acords més bàsics es van convertir en habituals. Aquestes substitucions sovint emfatitzaven certs intervals dissonants com la novena bemol, la novena sostinguda o l'onzena sostinguda/ triton. Aquest desenvolupament harmònic sense precedents que va tenir lloc al bebop sovint es remunta a un moment transcendent que va viure Charlie Parker mentre interpretava " Cherokee " a la Clark Monroe's Uptown House, Nova York, a principis de 1942.
Gerhard Kubik postula que el desenvolupament harmònic del bebop va sorgir del blues i d'altres sensibilitats tonals relacionades amb l'Àfrica, en lloc de la música d'art occidental del segle xx, com alguns han suggerit. Kubik afirma: "Les inclinacions auditives van ser el llegat africà a la vida [de Parker], reconfirmada per l'experiència del sistema tonal del blues, un món sonor en desacord amb les categories d'acords diatònics occidentals. Els músics de bebop van eliminar l'harmonia funcional d'estil occidental de la seva música mentre conservaven la forta tonalitat central del blues com a base per dibuixar diverses matrius africanes".  Samuel Floyd afirma que el blues va ser alhora la base i la força propulsora del bebop, provocant tres desenvolupaments principals:
- Una nova concepció harmònica, utilitzant estructures d'acords esteses que van donar lloc a una varietat harmònica i melòdica sense precedents.
- Una complexitat rítmica lineal desenvolupada i encara més altament sincopada i una angularitat melòdica en què la nota blava del cinquè grau es va establir com un important dispositiu melòdico-harmònic.
- El restabliment del blues com a principi organitzatiu i funcional principal de la música.

Algunes de les innovacions harmòniques en el bebop semblen similars a les innovacions en la música "seriosa" occidental, des de Claude Debussy fins a Arnold Schoenberg, encara que el bebop té pocs préstecs directes de la música clàssica i sembla reviure en gran part les idees tonal-harmòniques extretes del blues en un enfocament bàsicament no occidental arrelat a les tradicions africanes.  No obstant això, el bebop probablement es va servir de moltes fonts. Un perspicaç vídeo de YouTube amb Jimmy Raney, un guitarrista de jazz que va tocar amb Charlie Parker, descriu com Parker escoltaria la música de Béla Bartók, un dels principals compositors clàssics del segle XX. Raney descriu els coneixements de Parker sobre Bartók i Arnold Schoenberg, en particular el Pierrot Lunaire de Schoenberg, i diu que una secció del Fifth Quartet de Bartók sonava molt semblant a la improvisació de jazz de Parker.

## Història

### Influències de l'era del swing

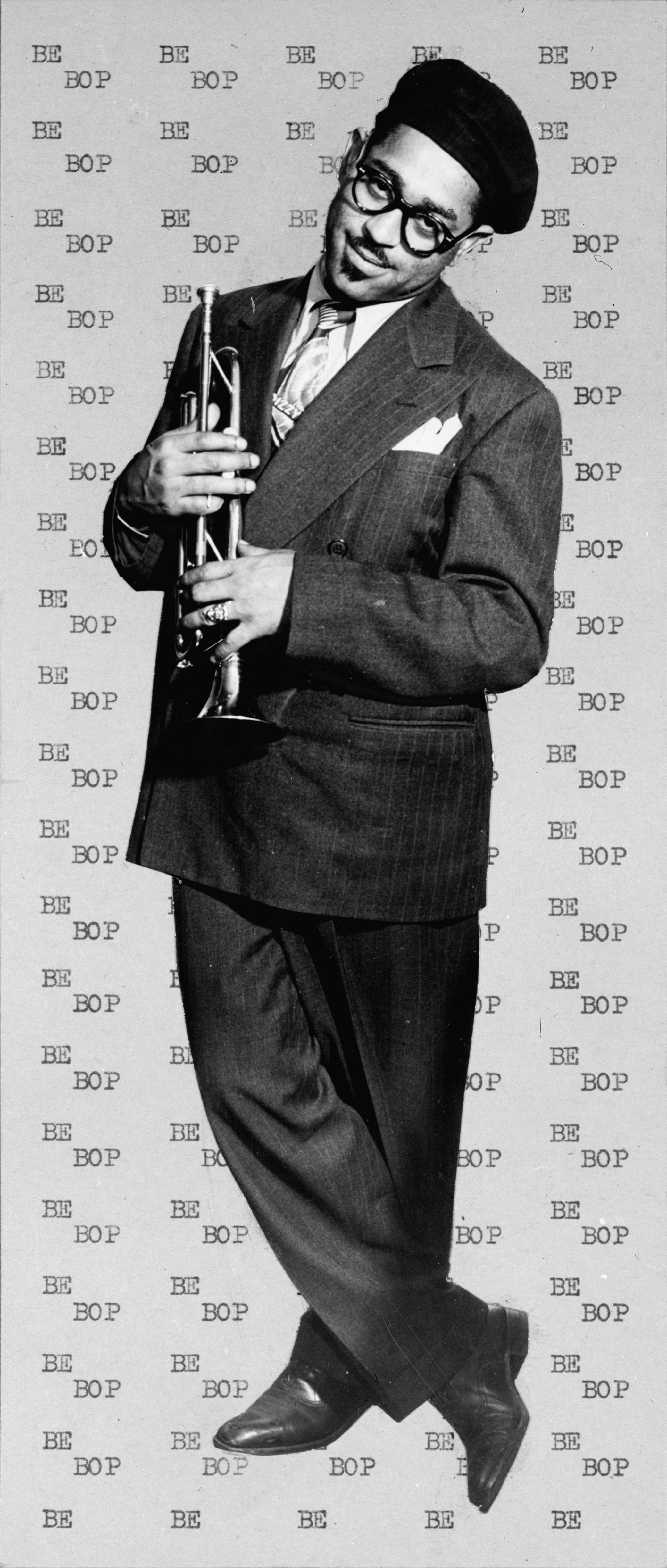
Dizzy Gillespie, al Downbeat Club, Nova York, c. 1947

El bebop va sorgir de la culminació de les tendències que s'havien produït dins de la música swing des de mitjans dels anys trenta: un cronometratge menys explícit per part del bateria, amb el pols rítmic primari que es movia del bombo al plat; un paper canviant per al piano lluny de la densitat rítmica cap a accents i farcits; arranjaments de secció de banya menys ornamentats, amb tendència als riffs i més suport per al ritme subjacent; més èmfasi en la llibertat per als solistes; i l'augment de la sofisticació harmònica en els arranjaments utilitzats per algunes bandes. El camí cap al swing rítmicament aerodinàmic i orientat a sols va ser obert per les bandes territorials del sud-oest amb Kansas City com a capital musical; la seva música es basava en el blues i altres canvis d'acords simples, basat en riffs en el seu enfocament a les línies melòdiques i l'acompanyament en solitari, i expressant un enfocament que afegeix melodia i harmonia al swing en lloc del contrari. La capacitat de tocar en solitari, d'alta energia i creatius era molt valorada per aquest estil més nou i la base d'una intensa competència. Les jam sessions de l'era del swing i els "concursos de tall" a Kansas City es van convertir en llegendaris. L' enfocament del swing de Kansas City va ser personificat per la Count Basie Orchestra, que va tenir protagonisme nacional el 1937.
Un jove admirador de l'orquestra Basie de Kansas City era un saxofonista alt adolescent anomenat Charlie Parker. Va quedar especialment captivat pel seu saxofonista tenor Lester Young, que tocava línies melòdiques llargues i fluïdes que entraven i sortien de l'estructura d'acords de la composició, però d'alguna manera sempre tenien sentit musical. Young era tan atrevit amb el seu ritme i fraseig com amb el seu enfocament a les estructures harmòniques en els seus solos. Sovint repetia figures simples de dues o tres notes, amb accents rítmics canviants expressats pel volum, l'articulació o el to. El seu fraseig estava molt allunyat de les frases de dos o quatre compassos que fins aleshores havien utilitzat els cornistes. Sovint s'estendrien a un nombre senar de compassos, superposant-se a les estrofes musicals suggerides per l'estructura harmònica. Respirava al mig d'una frase, utilitzant la pausa, o "espai lliure", com a dispositiu creatiu. L'efecte general va ser que els seus solos eren quelcom que flotava per sobre de la resta de la música, en lloc d'alguna cosa que en sortia a intervals suggerits pel so del conjunt. Quan l'orquestra Basie va irrompre a l'escena nacional amb els seus enregistraments de 1937 i els seus compromisos a Nova York, va obtenir un seguiment nacional, amb legions de saxofonistes que s'esforçaven per imitar a Young, bateria que s'esforça per imitar a Jo Jones, pianistes que s'esforcen per imitar a Basie i trompetistas que s'esforcen per imitar a Buck Clayton. Parker va tocar juntament amb els nous enregistraments de Basie en una Victrola fins que va poder tocar els solos de Young nota per nota.
A finals de la dècada de 1930, l'Orquestra Duke Ellington i l' Orquestra Jimmie Lunceford estaven exposant el món de la música a arranjaments musicals harmònicament sofisticats de Billy Strayhorn i Sy Oliver, respectivament, que implicaven acords tant com els explicaven. Aquest eufemisme d'acords harmònicament sofisticats aviat seria utilitzat pels músics joves que exploren el nou llenguatge musical del bebop.
La tècnica brillant i la sofisticació harmònica del pianista Art Tatum van inspirar músics joves com Charlie Parker i Bud Powell. En els seus primers dies a Nova York, Parker va ocupar una feina rentant plats en un establiment on Tatum feia un concert habitual.
Una de les tendències divergents de l'era del swing va ser el ressorgiment de petits conjunts que tocaven arranjaments de "cap", seguint l'enfocament utilitzat amb la big band de Basie. El format de la petita banda es va prestar a una experimentació més improvisada i a solos més extensos que les bandes més grans i més ben organitzades. L'enregistrament de 1939 de " Body and Soul " de Coleman Hawkins amb una petita banda va incloure un sol de saxòfon estès amb una mínima referència al tema que era únic en el jazz gravat i que es convertiria en característic del bebop. Aquell solo va mostrar una exploració harmònica sofisticada de la composició, amb acords de pas implicats. Hawkins finalment va dirigir la primera gravació formal de l'estil bebop a principis de 1944.

### Més enllà de Nova York
Quan la dècada de 1930 es va convertir en la de 1940, Parker va anar a Nova York com a intèrpret destacat a l' Orquestra Jay McShann. A Nova York va trobar altres músics que exploraven els límits harmònics i melòdics de la seva música, entre ells Dizzy Gillespie, un trompetista influït per Roy Eldridge que, com Parker, explorava idees basades en intervals d'acords superiors, més enllà dels acords de setena que tradicionalment havien definit l'harmonia del jazz. Mentre Gillespie estava amb Cab Calloway, va practicar amb el baixista Milt Hinton i va desenvolupar algunes de les innovacions clau harmòniques i d'acords que serien els pilars de la nova música; Parker va fer el mateix amb el baixista Gene Ramey mentre estava amb el grup de McShann. El guitarrista Charlie Christian, que havia arribat a Nova York l'any 1939, va ser, com Parker, un innovador que ampliava un estil sud-oest. La influència principal de Christian va ser en l'àmbit del fraseig rítmic. Christian posava habitualment èmfasi en els ritmes febles i els ritmes poc freqüents i sovint acabava les seves frases a la segona meitat del quart temps. Christian va experimentar amb el fraseig asimètric, que es convertiria en un element central del nou estil bop.
Bud Powell avançava amb un estil de piano rítmicament racionalitzat, harmònicament sofisticat i virtuós, i Thelonious Monk adaptava les noves idees harmòniques al seu estil que estava arrelat a la interpretació del piano Harlem Stride.
Bateristes com Kenny Clarke i Max Roach estaven ampliant el camí establert per Jo Jones, afegint el plat de passeig al plat de barret com a cronometrador principal i reservant el bombo per als accents. Els accents de bombo es van anomenar col·loquialment "bombes", que feien referència a esdeveniments del món fora de Nova York a mesura que s'estava desenvolupant la nova música. El nou estil de bateria va donar suport i va respondre als solistes amb accents i farcits, gairebé com una trucada i resposta canviants. Aquest canvi va augmentar la importància del baix de corda. Ara, el baix no només va mantenir la base harmònica de la música, sinó que també es va fer responsable d'establir una base rítmica metronòmica tocant una línia de baix "caminant" de quatre negras al compàs. Tot i que els petits conjunts de swing normalment funcionaven sense un baixista, el nou estil bop requeria un baix a cada petit conjunt.
Els esperits afins que desenvolupaven la nova música van gravitar a les sessions a Minton's Playhouse, on Monk i Clarke estaven a la banda de la casa, i a Monroe's Uptown House, on Max Roach era a la banda de la casa.  Part de l'atmosfera creada a les jams com les que es troben a Minton's Playhouse era un aire d'exclusivitat: els músics "normals" sovint reharmonitzaven els estàndards, afegirien complexos dispositius rítmics i de fraseig a les seves melodies, o "heads", i els tocaven a ritmes vertiginosos per tal d'excloure aquells que consideraven forasters o simplement intèrprets més febles.  Aquests pioners de la nova música (que més tard s'anomenaria bebop o bop, encara que el mateix Parker mai va utilitzar el terme, sentint que degradava la música) van començar a explorar les harmonies avançades, la síncopa complexa, els acords alterats i les substitucions d'acords. Els músics de bop van avançar aquestes tècniques amb un enfocament més lliure, complex i sovint arcà. Els improvisadors de bop es van basar en les idees de fraseig que va cridar l'atenció l'estil de solista de Lester Young. Sovint desplegaven frases sobre un nombre imparell de compassos i superposaven les seves frases a través de les línies de compàs i a través de les cadències harmòniques principals. Christian i els altres boppers primerencs també començarien a afirmar una harmonia en la seva línia improvisada abans que aparegués en la forma de la cançó que es descriu a la secció rítmica. Aquesta dissonància momentània crea una forta sensació de moviment cap endavant en la improvisació. Les sessions també van atreure músics de primer nivell en el llenguatge swing com Coleman Hawkins, Lester Young, Ben Webster, Roy Eldridge i Don Byas. Byas es va convertir en el primer saxofonista tenor que va assimilar completament el nou estil bebop en la seva interpretació. El 1944, a la tripulació d'innovadors es va unir Dexter Gordon, un saxofonista tenor de la costa oest de Nova York amb la banda Louis Armstrong, i un jove trompetista que assistia a la Juilliard School of Music, Miles Davis.

### Primers enregistraments
El bebop es va originar com a "música de músics", interpretada per músics amb altres concerts per guanyar diners que no es preocupaven pel potencial comercial de la nova música. No va cridar l'atenció de les grans discogràfiques ni estava previst. Alguns dels primers bebop es van gravar de manera informal. Al 1941 es van gravar algunes sessions a Minton's, amb Thelonious Monk al costat d'un assortiment de músics com Joe Guy, Hot Lips Page, Roy Eldridge, Don Byas i Charlie Christian. Christian apareix en els enregistraments del 12 de maig de 1941 (Esotèric ES 548). Charlie Parker i Dizzy Gillespie van ser tots dos participants en una jam session gravada organitzada per Billy Eckstine el 15 de febrer de 1943, i Parker en una altra jam session d'Eckstine el 28 de febrer de 1943 (Stash ST-260; ST-CD-535).
L'enregistrament formal de bebop es va realitzar per primera vegada per a petits segells especialitzats, que estaven menys preocupats per l'atractiu del mercat de masses que els grans segells, el 1944. El 16 de febrer de 1944, Coleman Hawkins va dirigir una sessió amb Dizzy Gillespie i Don Byas, amb una secció rítmica formada per Clyde Hart (piano), Oscar Pettiford (baix) i Max Roach (bateria) que va gravar " Woody'n You " ( Apollo 751), el primer enregistrament formal de bebop. Charlie Parker i Clyde Hart van ser gravats en un quintet dirigit pel guitarrista Tiny Grimes per al segell Savoy el 15 de setembre de 1944 ( Tiny's Tempo, I'll Always Love You Just the Same, Romance Without Finance, Red Cross ). Hawkins va dirigir una altra sessió de gravació amb influència del bebop el 19 d'octubre de 1944, aquesta vegada amb Thelonious Monk al piano, Edward Robinson al baix i Denzil Best a la bateria ( On the Bean, Recollections, Flyin' Hawk, Driftin' on a Reed ; reedició, Prestige PRCD-24124-2).
El 4 de gener de 1945, Clyde Hart va dirigir una sessió que inclou Parker, Gillespie i Don Byas gravada per al segell Continental ( What's the Matter Now, I Want Every Bit of It, That's the Blues, GI Blues, Dream of You, Seventh Avenue, Sorta Kinda, Ooh Ooh, My My, Ooh ). Gillespie va gravar la seva primera sessió com a líder el 9 de gener de 1945 per al segell Manor, amb Don Byas al tenor, Trummy Young al trombó, Clyde Hart al piano, Oscar Pettiford al baix i Irv Kluger a la bateria. La sessió va gravar I Can't Get Started, Good Bait, Be-bop (Dizzy's Fingers) i Salt Peanuts (que Manor va anomenar erròniament "Salted Peanuts"). A partir d'aleshores, Gillespie gravaria prolíficament el bebop i guanyaria el reconeixement com una de les seves principals figures. Gillespie va presentar Gordon com a sideman en una sessió gravada el 9 de febrer de 1945 per al segell Guild ( Groovin' High, Blue 'n' Boogie ). Parker va aparèixer a sessions dirigides per Gillespie datades el 28 de febrer ( Groovin' High, All the Things You Are, Dizzy Atmosphere ) i l'11 de maig de 1945 ( Salt Peanuts, Shaw 'Nuff, Lover Man, Hothouse ) per al segell Guild. Parker i Gillespie van ser companys amb Sarah Vaughan el 25 de maig de 1945, per al segell Continental ( What More Can a Woman Do, I'd Rather Have a Memory Than a Dream, Mean to Me ). Parker i Gillespie van aparèixer en una sessió sota el vibrafonista Red Norvo datada el 6 de juny de 1945, llançada més tard sota el segell Dial ( Hallelujah, Get Happy, Slam Slam Blues, Congo Blues ). La sessió d'estrelles de Sir Charles Thompson del 4 de setembre de 1945 per al segell Apollo ( Takin' Off, If I Had You, Twentieth Century Blues, The Street Beat ) va comptar amb Parker i Gordon. Gordon va dirigir la seva primera sessió per al segell Savoy el 30 d'octubre de 1945, amb Sadik Hakim (Argonne Thornton) al piano, Gene Ramey al baix i Eddie Nicholson a la bateria ( Blow Mr Dexter, Dexter's Deck, Dexter's Cuttin' Out, Dexter's Minor Mad ). La primera sessió de Parker com a líder va ser el 26 de novembre de 1945, per al segell Savoy, amb Miles Davis i Gillespie a la trompeta, Hakim/Thornton i Gillespie al piano, Curley Russell al baix i Max Roach a la bateria ( Warming Up a Riff, Now's the Time, Billie's Bounce, Thriving on a Ko-, Mea, Riffing on a ). Després d'aparèixer com a sideman a l'orquestra Cootie Williams, orientada al R&B, fins al 1944, Bud Powell va estar en sessions de bebop dirigides per Frankie Socolow el 2 de maig de 1945 per al segell Duke ( The Man I Love, Reverse the Charges, Blue Fantasy, September in the Rain ), després Dexter Gordon el 29 de gener, The Savoy Dexter Dexter torna a cavalcar, no puc escapar de tu, Dexter cava ). El creixement del bebop fins al 1945 també està documentat en enregistraments informals en directe.

### Ruptura
El 1946, el bebop es va establir com un moviment de base entre els músics de jazz de Nova York, incloent els trompetistas Fats Navarro i Kenny Dorham, els trombonistes JJ Johnson i Kai Winding, el saxofonista alt Sonny Stitt, el saxofonista tenor James Moody, els saxofonistes barítons Leo Parker i Serge Chaloff, el pianista Al Haill i el vibrador Gar Chaloff, el baixista Slam Stewart, i altres que contribuirien al que es coneixeria com a "jazz modern". La nova música anava guanyant projecció radiofònica amb emissions com les presentades per "Symphony Sid" Torin. Bebop també estava arrelant a Los Angeles, entre modernistes com els trompetistas Howard McGhee i Art Farmer, els alts Sonny Criss i Frank Morgan, els tenors Teddy Edwards i Lucky Thompson, el trombonista Melba Liston, els pianistes Dodo Marmarosa, Jimmy Bunn i Hampton Hawes, el guitarrista i el baixista Barney Kessel, Charles Calley, el baixista i el baixista Charles Calley. Porter i Connie Kay. "Rebop Six" de Gillespie (amb Parker a l'alt, Lucky Thompson al tenor, Al Haig al piano, Milt Jackson al vibrador, Ray Brown al baix i Stan Levey a la bateria) va començar un compromís a Los Angeles el desembre de 1945. Parker i Thompson van romandre a Los Angeles després que la resta de la banda marxés, actuant i gravant junts durant sis mesos abans que Parker sofrís una crisi relacionada amb l'addicció al juliol. Parker va tornar a estar actiu a Los Angeles a principis de 1947. Els mandats de Parker i Thompson a Los Angeles, l'arribada de Dexter Gordon i Wardell Gray més tard el 1946 i els esforços promocionals de Ross Russell, Norman Granz i Gene Norman van ajudar a consolidar l'estatus de la ciutat com a centre de la nova música.
Gillespie va aconseguir la primera data de gravació amb un segell important per a la nova música, amb el segell RCA Bluebird gravant Dizzy Gillespie And his Orchestra el 22 de febrer de 1946 ( 52nd Street Theme, A Night in Tunisia, Ol' Man Rebop, Anthropology ). Posteriorment, els enregistraments d'estil afrocubà per a Bluebird en col·laboració amb els rumberos cubans Chano Pozo i Sabu Martínez, i els arranjadors Gil Fuller i George Russell ( Manteca, Cubana Be, Cubana Bop, Guarache Guaro ) estarien entre els seus més populars, donant lloc a la bogeria de la música llatina de ball de finals dels anys quaranta i principis dels anys 50. Gillespie, amb la seva personalitat extrovertida i humor, ulleres, barba de llavis i boina, es convertiria en el símbol més visible de la nova música i la nova cultura del jazz en la consciència popular. Això, per descomptat, va menysprear les contribucions d'altres persones amb qui havia desenvolupat la música durant els anys anteriors. El seu estil d'espectacle, influenciat pels animadors del circuit de vodevil negre, va semblar un retrocés per a alguns i va ofendre alguns puristes ("massa somriure" segons Miles Davis), però estava lligat amb un sentit de l'humor subversiu que donava una visió de les actituds sobre qüestions racials que els músics negres havien mantingut anteriorment lluny del públic en general. Abans del Moviment pels Drets Civils, Gillespie s'enfrontava a la divisió racial fent-la malbé. La subcultura intel·lectual que envoltava el bebop el va convertir en un moviment sociològic i musical.
Amb la desaparició imminent de les grans bandes de swing, el bebop s'havia convertit en el focus dinàmic del món del jazz, amb un moviment de "jazz progressiu" de base àmplia que buscava emular i adaptar els seus dispositius. Havia de ser la base més influent del jazz per a una generació de músics de jazz.

### Canvi de dècada
El 1950, músics de bebop com Clifford Brown i Sonny Stitt van començar a suavitzar les excentricitats rítmiques del primer bebop. En lloc d'utilitzar frases dentades per crear interès rítmic, com havien fet els primers boppers, aquests músics van construir les seves línies improvisades amb llargues cordes de corchetes i simplement van accentuar certes notes a la línia per crear varietat rítmica. A principis dels anys cinquanta també es va suavitzar l'estil de Charlie Parker.
Durant la dècada de 1950, el bebop es va mantenir al capdavant de la consciència del jazz, mentre que els seus dispositius harmònics es van adaptar a la nova escola de jazz "cool" dirigida per Miles Davis i altres. Va continuar atraient músics joves com Jackie McLean, Sonny Rollins i John Coltrane. Quan els músics i compositors van començar a treballar amb la teoria musical ampliada a mitjans dels anys cinquanta, la seva adaptació per part de músics que la van treballar a l'enfocament dinàmic bàsic del bebop portaria al desenvolupament del post-bop. Al voltant de la mateixa època, es va produir un moviment cap a la simplificació estructural del bebop entre músics com Horace Silver i Art Blakey, donant lloc al moviment conegut com a hard bop. El desenvolupament del jazz es produiria mitjançant la interacció dels estils bebop, cool, post-bop i hard bop durant la dècada de 1950.

## Influència
Els dispositius musicals desenvolupats amb el bebop van tenir una influència molt més enllà del propi moviment bebop. " El jazz progressiu " era una àmplia categoria de música que incloïa arranjaments de "música artística" amb influència del bebop utilitzats per grans bandes com les liderades per Boyd Raeburn, Charlie Ventura, Claude Thornhill i Stan Kenton, i les exploracions harmòniques cerebrals de grups més petits com els liderats pels pianistes Lennie Tristano i Dave Brubeck. Miles Davis i Gil Evans van utilitzar experiments de veu basats en dispositius harmònics de bebop per a les innovadores sessions " Birth of the Cool " els anys 1949 i 1950. Els músics que van seguir les portes estilístiques obertes per Davis, Evans, Tristano i Brubeck van formar el nucli dels moviments de jazz cool i " jazz de la costa oest " de principis dels anys cinquanta.
A mitjans de la dècada de 1950 els músics van començar a ser influenciats per la teoria musical proposada per George Russell. Els que van incorporar les idees de Russell a la fundació bebop van definir el moviment post-bop que més tard va incorporar el jazz modal al seu llenguatge musical.
El hard bop va ser un derivat simplificat del bebop introduït per Horace Silver i Art Blakey a mitjans dels anys cinquanta. Es va convertir en una influència important fins a finals de la dècada de 1960 quan el free jazz i el jazz de fusió van guanyar ascens.
El moviment neo-bop dels anys 1980 i 1990 va reviure la influència dels estils bebop, post-bop i hard bop després de les èpoques de free jazz i fusió.
L'estil bebop també va influir en la Beat Generation, l'estil de la qual parlava es basava en diàlegs afroamericans "jive", ritmes de jazz, i els poetes de la qual sovint empraven músics de jazz per acompanyar-los. Jack Kerouac descriuria el seu escrit a On the Road com una traducció literària de les improvisacions de Charlie Parker i Lester Young. L'estereotip del "beatnik" va agafar en gran manera el vestit i els gestos dels músics i seguidors del bebop, en particular la boina i la barba de llavis de Dizzy Gillespie i el tambor i la bateria del bongo del guitarrista Slim Gaillard. La subcultura bebop, definida com un grup inconformista que expressa els seus valors a través de la comunió musical, tindria ressò en l'actitud dels hippies de l'era de la psicodèlia dels anys 60. Els fans del bebop no estaven restringits als Estats Units; la música també va guanyar l'estatus de culte a França i Japó.
Més recentment, els artistes de hip-hop ( A Tribe Called Quest, Guru ) han citat el bebop com una influència en el seu estil de rap i rítmica. Ja el 1983, Shawn Brown va fer rap amb la frase "Rebop, bebop, Scooby-Doo" cap al final de l'èxit " Rappin' Duke ". El baixista Ron Carter va col·laborar amb A Tribe Called Quest a The Low End Theory de 1991, i el vibrafonista Roy Ayers i el trompetista Donald Byrd van aparèixer a Guru's Jazzmatazz, Vol. 1 l'any 1993. Al compendi de hip-hop es troben mostres de bebop, especialment línies de baix, clips de swing de plats i riffs de trompa i piano.